# Élections étatiques de 2021 dans l'État de Tabasco
Les élections étatiques de 2021 dans l'État de Tabasco se tiennent le 6 juin 2021, afin d'élire les 35 membres du congrès étatique de l’État de Tabasco, pour un mandat de trois ans.

État de Tabasco.

## Mode de scrutin
Le Congrès d'État de Tabasco est constitué de 35 députés, élus selon un système mixte. 21 députés sont élus au scrutin uninominal majoritaire à un tour dans autant de circonscriptions, tandis que les 14 députés restants sont élus au scrutin proportionnel plurinominal. Les électeurs n'ont cependant qu'un seul vote.

## Résultats
|                          |                                              |                                              |           |       |      |               |               |    |               |               |  |  |  |  |
| Parti                    | Parti                                        | Parti                                        | Voix      | %     | +/-  | C             | +/−           | L  | Total         | +/-           |  |  |  |  |
|                          | Mouvement de régénération nationale (MORENA) | Mouvement de régénération nationale (MORENA) | 487 136   | 54,09 | 5,46 | 21            | en stagnation | 0  | 21            | en stagnation |  |  |  |  |
|                          | Parti de la révolution démocratique (PRD)    | Parti de la révolution démocratique (PRD)    | 126 870   | 14,09 | 2,14 | 0             | en stagnation | 6  | 6             | en stagnation |  |  |  |  |
|                          |                                              | Parti révolutionnaire institutionnel (PRI)   | 74 961    | 8,32  | 2,62 | 0             | en stagnation | 4  | 4             | 1             |  |  |  |  |
|                          | Parti action nationale (PAN)                 | 12 733                                       | 1,41      | 0,49  | 0    | en stagnation | 0             | 0  | en stagnation |               |  |  |  |  |
| Total C'est pour Tabasco | Total C'est pour Tabasco                     | 87 694                                       | 9,74      | 3,10  | 0    | en stagnation | 4             | 4  | 1             |               |  |  |  |  |
|                          | Parti vert écologiste du Mexique (PVEM)      | Parti vert écologiste du Mexique (PVEM)      | 63 951    | 7,10  | 0,50 | 0             | en stagnation | 3  | 3             | en stagnation |  |  |  |  |
|                          | Mouvement citoyen (MC)                       | Mouvement citoyen (MC)                       | 35 311    | 3,92  | 1,92 | 0             | en stagnation | 1  | 1             | 1             |  |  |  |  |
|                          | Réseaux sociaux progressistes (RSP)          | Réseaux sociaux progressistes (RSP)          | 26 056    | 2,89  | Nv.  | 0             | en stagnation | 0  | 0             | en stagnation |  |  |  |  |
|                          | Parti du combat solidaire (PES)              | Parti du combat solidaire (PES)              | 25 673    | 2,85  | 0,74 | 0             | en stagnation | 0  | 0             | en stagnation |  |  |  |  |
|                          | Force pour le Mexique (FxM)                  | Force pour le Mexique (FxM)                  | 24 193    | 2,69  | Nv.  | 0             | en stagnation | 0  | 0             | en stagnation |  |  |  |  |
|                          | Parti du travail (PT)                        | Parti du travail (PT)                        | 22 134    | 2,46  | 0,49 | 0             | en stagnation | 0  | 0             | en stagnation |  |  |  |  |
|                          | Indépendants                                 | Indépendants                                 | 1 508     | 0,17  | -    | 0             | -             | 0  | 0             | -             |  |  |  |  |
|                          |                                              |                                              |           |       |      |               |               |    |               |               |  |  |  |  |
| Suffrages exprimés       | Suffrages exprimés                           | Suffrages exprimés                           | 900 526   | 96,76 |      |               |               |    |               |               |  |  |  |  |
| Votes nuls               | Votes nuls                                   | Votes nuls                                   | 30 126    | 3,24  |      |               |               |    |               |               |  |  |  |  |
| Total                    | Total                                        | Total                                        | 930 652   | 100   | -    | 21            | en stagnation | 14 | 35            | en stagnation |  |  |  |  |
| Abstention               | Abstention                                   | Abstention                                   | 822 092   | 46,90 |      |               |               |    |               |               |  |  |  |  |
| Inscrits/Participation   | Inscrits/Participation                       | Inscrits/Participation                       | 1 752 744 | 53,10 |      |               |               |    |               |               |  |  |  |  |